# インフィニティ・ゼロ
『インフィニティ・ゼロ』は、有沢まみずによる日本のライトノベル。イラストはにのみやはじめが担当している。電撃文庫（メディアワークス）より2002年2月から同年11月まで刊行された。第8回電撃ゲーム小説大賞（現在の電撃小説大賞）銀賞受賞作（受賞時のタイトルは『無限大ゼロ』）。

## 登場人物
琥珀麗（こはくれい）
一見電波系の美少女だがその正体は憑巫と呼ばれる巫女。その力は歴代の憑巫の中でもかなり強く、通常憑巫は白い紙でしか炎川主を召喚できないのだが彼女は白いものなら何でもいいらしい。その力の理由は炎川主の「あだ名」にあるらしい。
紅雪を姉のように慕っていた。
長夜曰く「宗家の血が一番濃い女」らしい。

紅雪（べにゆき）
文武両道冷静沈着なおかつ霊能力がぬきんでて強い美少女であり、元憑巫候補でもある。火月の実の妹で長夜の義理の姉。山長の紫陽葉の娘でもある。
宗田に精神世界で殺され、長年廃人だったが長夜の力で目覚めた。

長夜（ながや）
麗の跡を継いだ最強の憑巫。
目が異常に大きく、そのせいで化け物扱いされていたが唯一自分を可愛がってくれていた父親に対する愛情が深く、そのせいである事件を引き起こした。

火月（かつき）
麗の前の憑巫。
豪快な性格であり100年憑巫をやると豪語していたがヤマを襲った蟲達との戦いの際、自らの力を炎川主に全て捧げ、その代償として昏睡状態に陥った。

リア・ヤマウチ・ノルバーグ
マジシャンを父親に持つ少年。とある出来事から麗に出会い、彼女を「ゼロ」と呼ぶようになる。
長夜に腕の健を切られ、得意としていたコイン・マジックができなくなってから自暴自棄になるがその後自力で更生し、麗を助けるために日本へ赴く。
亡くなった妹と麗がよく似ているらしい。

青天白（せいてんはく）
琥珀麗と紅雪の後見役。また、境とは姉弟らしい。俗界に赴くときは「野口恵子」と名前を変える。
火月とは互いに憑巫候補として競い合った。また、昔は清純系でよく猩々の被害に遭っていたらしい。

境（さかい）
「ヤマ」の外人として警視庁に勤めている。青天白とは姉弟。一見やくざ風の外見をしているが、琥珀や麗曰く「実はとっても優しい人」らしい。

川田（かわた）
男衆の１人で、その実力は1,2を争うほど。体術に長けている。
麗よりも宗家の血が濃いらしい。一見穏和だが内面は非常にクール。

宗田香瞬（むねたこうしゅん）
元々は男衆の１人であり幹部候補だったのだが、猿面を持って逃亡。
川田からは「あの人には数学と術を教わっていたよ。（略）…趣味は最悪だったけどね」言われており、実際、13歳の紅雪を襲おうとしたり、PC内のデータに大量の幼女の写真を持っていた事から重度のロリコンだと思われる。
一度精神の重要なところを殺されて狂いヤマから逃亡したが、最終的には川田に殺されている。

## 既刊一覧
- 有沢まみず（著）・にのみやはじめ（イラスト）、メディアワークス〈電撃文庫〉、全4巻
  - 『インフィニティ・ゼロ 冬〜white snow』、2002年2月10日発売[2]、ISBN 4-8402-1775-0
  - 『インフィニティ・ゼロ 2 春〜white blossom』、2002年5月10日発売[3]、ISBN 4-8402-2100-6
  - 『インフィニティ・ゼロ 3 夏〜white moon』、2002年8月10日発売[4]、ISBN 4-8402-2159-6
  - 『インフィニティ・ゼロ 4 秋〜darkness pure』、2004年11月10日発売[5]、ISBN 4-8402-2216-9